# كينيث نيكلسون
كينيث نيكلسون (7 أغسطس 1945 في نيوزيلندا - ) (بالإنجليزية: Kenneth Nicholson)‏ هو لاعب كريكت نيوزلندي.

## وصلات خارجية
- كينيث نيكلسون على موقع إي آس بي آن كريك إنفو (الإنجليزية)